# Serviço de Objetos do Museu Paulista
O Serviço de Objetos do Museu Paulista abriga os objetos tridimensionais presentes no Museu Paulista.

## Acervo
As mais de 125 mil peças que compõem o acervo do Museu Paulista estão dividias em três tipos de coleção: a de objetos, a iconográfica e a arquivística. Para cada uma delas, existe um setor responsável: o Serviço de Objetos, o Serviço de Iconografia e o Serviço de Arquivística. O Serviço de Objetos, responsável exclusivamente pelos tridimensionais, possui uma vasta coleção com mais de 27 mil objetos provenientes de doações, compra, coleta arqueológica ou herança testamentária ou vacante.  Destaca-se que a coleção de moedas brasileiras é a maior coleção pública do Estado de São Paulo.

### Origem
O acervo de objetos foi montado a partir de coleções formadas em São Paulo no século XIX, sendo a principal delas a Coleção Sertório. As peças que compõem essa coleção específica pertenceram ao coronel Joaquim Sertório, que mantinha um museu particular. Elas foram doadas ao governo do Estado de São Paulo pelo coronel Francisco de Paula Mayrink, quando comprou o imóvel que abrigava o museu.

### Coleções
As peças presentes no Serviço de Objetos estão divididas em diversas conjuntos denominados coleções, que podem ser pessoais, temáticas ou tipológicas. No intuito de preservar a origem das peças, aqueles conjuntos que chegam ao Museu advindos de uma família, pessoa ou instituição são nomeados a partir de seus nomes. Dentre as maiores coleções pessoais estão a Coleção Santos Dumont, Coleção Olga de Souza Queiroz e Coleção José Carlos de Macedo Soares.
As coleções temáticas organizam-se de acordo com um evento histórico. Esse é o caso da Coleção Independência, da Coleção Guerra do Paraguai, dentre outras.
Por fim, as coleções tipológicas são divididas em 26 categorias de acordo com suas características morfológicas e funcionais. Essas categorias também são subdivididas. Por exemplo, a coleção sobre processamento de alimentos, ramifica-se em diversas outras, como preparação e consumo, de forma a respeitar a função básica do objeto catalogado.

### Catalogação
A primeira fase do processo de catalogação dos objetos recebidos é o registro administrativo individual de cada um deles. Nesse momento eles entram no banco de dados do Serviço de Objetos e ganham um número de identificação permanente. Segue-se uma pesquisa dos dados de cada objeto, que pode resultar, a depender do volume de informações coletadas, em uma catalogação de nível sumário, médio ou avançada. Todas as intervenções de higienização e acondicionamento das peças seguem os critérios definidos pelo Serviço de Conservação e Restauração do Museu Paulista. A realização dessas etapas conta com o auxílio de alunos de graduação da Universidade de São Paulo através de bolsas da Coseas e da Pró-Reitoria de Cultura e Extensão da USP.
O processo sistemático e criterioso de exame e descrição do acervo tridimensional teve início na gestão de José Wasth Rodrigues, em 1948. Antes disso, os objetos eram tidos mais em sua função didática do que documental.

## Sublinhas de pesquisa

### Formação das coleções
Entender os contextos de formação e uso institucional de determinada coleção é essencial na medida em que os Museus abrigam objetos artificialmente organizados através de categorias e métodos definidos por sua equipe. A análise dos contextos sócio-históricos de montagem das coleções e de seus usos feitos dentro da instituição museológica revelam a história de sua construção ao longo do tempo.
Usando essa abordagem, é possível ver, por exemplo, através da Coleção de Veículos, que apesar do Museu Paulista ter sido por muitos anos voltado à história natural, já possuía veículos em seu acervo desde a sua fundação. E, posteriormente, além de doações, também efetuou compras que aumentaram os objetos dessa coleção. Esses são indicativos que existia um interesse da instituição por esse tipo de artefato. Através de pesquisa na área de formação de coleções é possível entender a origem e o significado.
Outro exemplo importante está na efetivação do Setor de Numismática. É bastante comum nos museus de história a presença de uma coleção de moedas antigas. Apesar de já ter acervo com diversas moedas desde a sua fundação, o cargo de numismata, responsável pelo Setor de Numismática do Museu Paulista, foi criado em 1946, na gestão do historiador Sérgio Buarque de Holanda. Estudar, portanto, a formação desse acervo revela os critérios e procedimentos adotados em fases anteriores do Museu, contribuindo para a compreensão de nuances dos museus históricos modernos, em especial o Museu Paulista.

### Formas alternativas de dinheiro

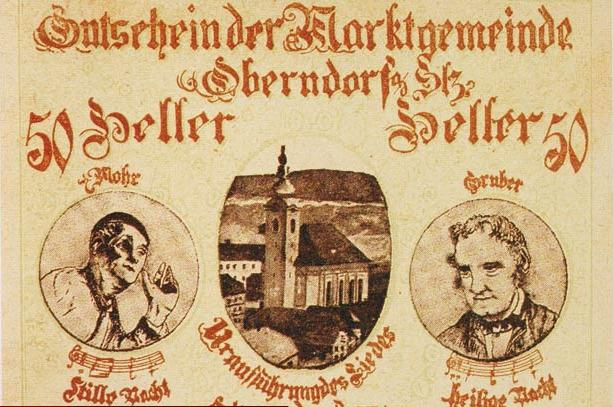
Notgeld (dinheiro de emergência) de Oberndorf, no valor de 50 Heller, de 1920. Peça roubada do Museu Paulista

O monopólio do Estado na produção e circulação de dinheiro é uma situação historicamente delimitada. Isso significa que existem formas alternativas de dinheiro que não os papéis moedas regulares e oficiais. A coleção de vales particulares em papel, adquirida por Afonso de Taunay na década de 1920, é um exemplo dessas formas alternativas de dinheiro e que serve para a pesquisa nesse campo. Nela estão vales de produtos ou serviços emitidos por empresas ou pessoas físicas de diversas regiões do Brasil. Além desse núcleo, estão presentes nessa coleção “propagandas em forma de dinheiro, bilhetes de companhias de trens e bondes, fichas de controle de entrada e saída em fábricas ou fazendas e fichas de trabalho diário”. Como esses vales não tinham sua circulação restrita a quem os comprava ou ganhava, pode-se entender que mesmo não tendo sido fabricados com o intuito de serem uma moeda, acabaram realizando esse papel. 
Um caso sui generis são os carimbos particulares realizados em papel-moeda. Ainda sem exemplar brasileiro, o Museu Paulista possui 330 cédulas emitidas na Áustria e na Alemanha reunidas na Coleção de Notgeld. Grande parte desses objetos são das duas décadas inicias do século XX. 

### Cultura visual no século XIX: museus, exposições industriais e cidades
Esta sublinha de pesquisa está centrada na história da modernização da cidade de São Paulo, entendida como ligada a de outras localidades espalhadas pelo mundo. A Exposição Universal de 1889, em Paris, foi crucial para a emergência de uma cultura industrial, que refletiu-se em objetos, projetos urbanos e no consumo de bens materiais. Como desdobramento dessas pesquisas, foi criado em janeiro de 2002 o Grupo de Estudos Faianças e Porcelanas, que tem como principal objetivo o estudo desses dois objetos de uso doméstico.

### Arqueologia histórica e industrial
Nessa linha de pesquisa busca-se organizar a documentação iconográfica e textual de pesquisas previamente desenvolvidas por Margarida Davina Andreatta em arqueologia histórica e industrial, assim como ampliar o conhecimento sobre a experiência fabril em São Paulo. Os principais sítios arqueológicos em investigação são o Engenho São Jorge dos Erasmos, localizado em Santos e voltado à fabricação de açúcar, e a Fazenda Ipanema, localizada em Iperó e que abriga “edifícios da Fábrica de Ferro Ipanema do século XIX e ruínas de forjas e fornos que, calcula-se, datam dos séculos XVI-XVII”.

### Vida militar e cultura material
O Serviço de Objetos de Museu Paulista abriga uma vasta coleção de equipamentos militares, objetos pessoais de militares, moedas com temas militares, dentre outros objetos. Eles chegaram até o Museu Paulista de diferentes formas, sendo que alguns deles tiveram sua origem no mundo militar. Esses são os casos da coleção privada do coronel Ernesto de Oliveira e do acervo do antigo Museu da Força Pública.